# Giro d’Italia 2023/19. Etappe
Die 19. Etappe des Giro d’Italia 2023 fand am 26. Mai 2023 statt und endete mit der höchsten Bergankunft der 106. Austragung des italienischen Etappenrennens. Die Strecke führte von Longarone über vier Pässe und 183 Kilometer zu den Drei Zinnen, wo sich das Ziel auf einer Höhe von 2304 Metern beim Rifugio Auronzo befand. Nach der Etappe hatten die Fahrer insgesamt 3328,6 Kilometer zurückgelegt, was 95,8 % der Gesamtdistanz entsprach. Die Organisatoren der Rundfahrt bewerteten die Schwierigkeit der Etappe mit fünf von fünf Sternen.

## Streckenverlauf
Der neutralisierte Start erfolgte in Longarone auf der Via del Parco neben der Sportanlage „Palasport Longarone“. Die Strecke führte zunächst in Richtung Norden, ehe die Fahrer auf die SS 51 abbogen, die in die entgegengesetzte Richtung führte. Das Rennen wurde nach 8,2 Kilometern bei Fortogna freigegeben.
Nach dem offiziellen Start führte die Strecke entlang des Piave nach Belluno. Bei Mas drehte die Fahrtrichtung gen Norden und führte in das Valle del Cordevole. Weiter ging es stetig steigend über Agordo, Cencenighe Agordino und Alleghe nach Caprile, wo nach 64,4 Kilometern der erste Zwischensprint ausgefahren wurde. Im Anschluss wechselten die Fahrer auf die schmale SP 563, die neben einer längeren Zwischenabfahrt hohe Steigungsprozente aufwies. Nach rund 80 gefahrenen Kilometern wurde Arabba durchfahren, das am Fuße des Passo Campolongo (1875 m) liegt. Dieser 3,9 Kilometer lange Pass der 2. Kategorie wies eine durchschnittliche Steigung von 7 % auf und wurde nach 87,4 Kilometern überquert. Die anschließende Abfahrt führte über Corvara bis nach Stern, wo der zweite Pass des Tages in Angriff genommen wurde. Die nächsten 14,1 Kilometer führten auf den Passo Valparola (2196 m), der eine durchschnittliche Steigung von 5,6 % aufwies, im oberen Teil jedoch kaum unter 7 % fiel. Auf der Passhöhe wurde eine Bergwertung der 1. Kategorie nach 112,1 Kilometern abgenommen, ehe eine lange Abfahrt über den Passo di Falzarego bis kurz vor Caprile führte. Bei Cernadoi bogen die Fahrer links ab und folgten der SR 203, die mit dem Colle Santa Lucia eine kleine nicht-kategorisierte Gegensteigung aufwies. Wenig später wurde die Einfahrt des Passo di Giau (2236 m) erreicht, der auf einer Länge von 9,9 Kilometern im Schnitt mit 9,3 % anstieg. Die Passhöhe, auf der eine Bergwertung der 1. Kategorie abgenommen wurde, wurde 39,5 Kilometer vor dem Ziel passiert, ehe eine lange Abfahrt mit einer kurzen Gegensteigung nach Cortina d’Ampezzo führte.
Nachdem der zweite Zwischensprint in Cortina d’Ampezzo ausgefahren worden war, begann die Straße erneut zu steigen und führte auf den Passo Tre Croci (1805 m), der als Bergwertung der 2. Kategorie klassifiziert war. Der Anstieg führte über 7,9 Kilometer und wies eine durchschnittliche Steigung von 7,2 % auf, ehe eine vier Kilometer lange, flache Abfahrt folgte. Im Anschluss begann die Straße erneut zu steigen und wies auf dem drei Kilometer langen Weg zum Lago di Misurina maximale Steigungsprozente von bis zu 13 % auf. Kurz darauf begann die Auffahrt zu den Drei Zinnen, die insgesamt 7,2 Kilometer lang war und in drei Abschnitte eingeteilt werden konnte. Der erste Kilometer wies eine durchschnittliche Steigung von über 10 % auf und führte zum Lago Antorno. Nun folgte eine kurze Abfahrt und ein flacher Kilometer, bei dem die Mautstation passiert wurde. Auf den letzten vier Kilometern begann die Straße erneut anzusteigen und führte mit 11,7 % im Schnitt zum Ziel. Im oberen Bereich wurden maximale Steigungsprozente von bis zu 18 % erreicht. Das Ziel befand sich auf deiner Höhe von 2304 Metern beim Rifugio Auronzo, wo auch eine Bergwertung der 1. Kategorie abgenommen wurde.
|                            | Ort                           | Kilometer | Länge (km) | Höhe (m) | Ø Steigung | max. Steigung |
| -------------------------- | ----------------------------- | --------- | ---------- | -------- | ---------- | ------------- |
| neutralisierter Start      | Longarone                     | −8,2      |            |          |            |               |
| offizieller Start          | Fortogna                      | 0         |            |          |            |               |
| Zwischensprint             | Caprile                       | 64,4      |            |          |            |               |
| Bergwertung (2. Kategorie) | Passo Campolongo              | 87,4      | 3,9        | 1875     | 7 %        | 11 %          |
| Bergwertung (1. Kategorie) | Passo Valparola               | 112,1     | 14,1       | 2196     | 5,6 %      | 12 %          |
| Bergwertung (1. Kategorie) | Passo Giau                    | 143,5     | 9,9        | 2236     | 9,3 %      | 14 %          |
| Zwischensprint             | Cortina d’Ampezzo             | 161,3     |            |          |            |               |
| Bergwertung (2. Kategorie) | Rapolla                       | 169,5     | 7,9        | 1805     | 7,2 %      | 12 %          |
| Bergwertung (1. Kategorie) | Drei Zinnen (Rifugio Auronzo) | 183       | 7,2        | 2304     | 7,6 %      | 18 %          |
| Ziel                       | Drei Zinnen (Rifugio Auronzo) | 183       |            |          |            |               |

## Rennverlauf
Als einziger Fahrer nahm Hugh Carthy (EF Education-EasyPost) die 19. Etappe nicht in Angriff. Unmittelbar nach dem Start setzten sich mit Larry Warbasse (AG2R Citroën Team) und Veljko Stojnić (Team Corratec-Selle Italia) zwei Fahrer von Hauptfeld ab. Es folgte eine hektische Anfangsphase und mit Patrick Konrad (Bora-hansgrohe), Derek Gee (Israel-Premier Tech), Nicolas Prodhomme, Alex Baudin (beide AG2R Citroën), Vadim Pronsky (Astana Qazaqstan Team), Magnus Cort Nielsen (EF Education-EasyPost), Davide Gabburo (Green Project-Bardiani CSF-Faizanè) schlossen sieben weitere Fahrer zur Spitze auf. Kurz vor dem ersten Zwischensprint in Caprile schafften mit Santiago Buitrago (Bahrain Victorious), Stefano Oldani (Alpecin-Deceuninck) und Michael Hepburn (Team Jayco AlUla) drei weitere Fahrer den Sprung in die Ausreißergruppe, so dass Santiago Buitrago mit einem Rückstand von 12 Minuten und zwei Sekunden am besten in der Gesamtwertung platziert war. Mit einem Rückstand von rund einer Minute erreichten mit Carlos Verona, José Joaquin Rojas (beide Movistar Team) und Mattia Bais (Eolo-Kometa Cycling Team) drei Verfolger den ersten Zwischensprint, den Veljko Stojnić vor Derek Gee und Davide Gabburo gewann. Das Hauptfeld wies unterdessen einen Rückstand von über fünf Minuten auf. 
In den ersten Anstiegen nach Caprile griff Ben Healy (EF Education-EasyPost) an und setzte sich vom Hauptfeld ab. Ihm folgte Thibaut Pinot (Groupama-FDJ), um seine Führung in der Bergwertung zu verteidigen. Die beiden wurden jedoch wenig später wieder vom Hauptfeld gestellt. Unterdessen schloss die drei Fahrer umfassende Verfolgergruppe noch vor dem Passo Campolongo zur Spitze des Rennens auf, an der nun 15 Fahrer fuhren. Die erste Bergwertung am Passo Campolongo sicherte sich Davide Gabburo vor Mattia Bais und Derek Gee, die alle keine Gefahr für Thibaut Pinot darstellten. Im Anstieg des anschließenden Passo Valparola fiel Veljko Stojnić als erster Fahrer der Ausreißergruppe zurück. Auf der Passhöhe sicherte sich Derek Gee die meisten Punkte vor Davide Gabburo und Patrick Konrad. Am Passo Giau zerfiel die Ausreißergruppe und mit Santiago Buitrago, Derek Gee, Carlos Verona, Magnus Cort Nielsen und Michael Hepburn setzten sich auf den ersten Kilometern des Passes fünf Fahrer ab. Derek Gee überquerte auch den Passio Giau als Erster und rückte somit in der Bergwertung auf den dritten Rang vor. In der Abfahrt des Passo Giau schlossen mit Ausnahme von Mattia Bais, José Joaqin Rojas und Alex Baudin wieder alle Mitglieder der ehemaligen Ausreißergruppe zur Spitze des Rennens auf. Beim zweiten Zwischensprint in Cortina d’Ampezzo sicherte sich Derek Gee drei Bonussekunden. Die weiteren Zeitbonifikationen gingen an Nicolas Prudhomme und Magnus Cort Nielsen.
Im Anstieg des Passo Tre Croci griff zunächst Larry Warbasse an, ehe er wenig vor der Kuppe wieder gestellt wurde. Die Ausreißergruppe zerfiel im Anstieg erneut, formierte sich jedoch wieder auf dem Weg nach Misurina. Erster bei der Bergwertung war erneut Derek Gee. Nach einer Reihe von Angriffen in der Spitzengruppe setzte sich Derek Gee in der ersten Phase des Schlussanstiegs zu den Drei Zinnen ab. Er wurde jedoch knapp zwei Kilometer vor dem Ziel von Santiago Buitrago eingeholt und distanziert. Der Kolumbianer konnte sich auf den letzten Metern weiter absetzen und gewann die Etappe mit einem Vorsprung von 51 Sekunden. Platz drei sicherte sich Magnus Cort Nielsen mit fast zwei Minuten Rückstand.
In der Favoritengruppe um den gesamtführenden Geraint Thomas (Ineos Grenadiers) griff Damiano Caruso (Bahrain Victorious) als erster Fahrer rund sechs Kilometer vor dem Ziel an. Er konnte sich jedoch nicht entscheidend absetzen. Rund eineinhalb Kilometer vor dem Ziel verschärfte Primož Roglič (Jumbo-Visma) das Tempo, und einzig Geraint Thomas konnte ihm folgen. Auf den letzten Metern schloss Primož Roglič zu dem dritten Magnus Cort Nielsen auf und beendete die Etappe auf dem vierten Rang. Kurz darauf folgte Geraint Thomas mit drei Sekunden Rückstand. João Almeida (UAE Team Emirates) erreichte das Ziel gemeinsam mit Damiano Caruso und Thymen Arensman (Ineos Grenadiers) und verlor 20 Sekunden auf Geraint Thomas.
In der Gesamtwertung verteidigte Geraint Thomas seine Führung und lag nun 26 Sekunden vor Primož Roglič. João Almeida blieb auf dem dritten Rang, wies jedoch bereits einen Rückstand von 59 Sekunden auf. Eddie Dunbar verlor als Dreizehnter über eine Minute und musste seinen vierten Gesamtrang an Damiano Caruso abgeben. Weiters folgten Thibaut Pinot (Groupama-FDJ) und Thymen Arensman, die sich verbesserten, während Lennard Kämna (Bora-Hansgrohe) und Andreas Leknessund (Team DSM) als Achter und Neunter Positionen verloren. In der Bergwertung verteidigte Thibaut Pinot das Blaue Trikot und hatte nun 28 Punkte Vorsprung auf Derek Gee, der sich in der Sonderwertung auf den zweiten Platz vorschob. In der Punktewertung führte weiterhin Jonathan Milan (Bahrain Victorious), dessen Mannschaft die Mannschaftswertung anführte.

## Ergebnis
| \| Etappenergebnis \| Etappenergebnis \| Etappenergebnis \| Etappenergebnis \| Etappenergebnis \| \| Fahrer \| Fahrer \| Land \| Team \| Zeit \| \| --------------- \| ------------------- \| ---------------------- \| --------------------- \| --------------- \| \| 1. \| Santiago Buitrago \| Kolumbien \| Bahrain Victorious \| 5 h 28 min 07 s \| \| 2. \| Derek Gee \| Kanada \| Israel-Premier Tech \| + 51 s \| \| 3. \| Magnus Cort Nielsen \| Dänemark \| EF Education-EasyPost \| + 1 min 46 s \| \| 4. \| Primož Roglič \| Slowenien \| Jumbo-Visma \| + 1 min 46 s \| \| 5. \| Geraint Thomas \| Vereinigtes Königreich \| Ineos Grenadiers \| + 1 min 49 s \| \| 6. \| João Almeida \| Portugal \| UAE Team Emirates \| + 2 min 09 s \| \| 7. \| Damiano Caruso \| Italien \| Bahrain Victorious \| + 2 min 09 s \| \| 8. \| Thymen Arensman \| Niederlande \| Ineos Grenadiers \| + 2 min 09 s \| \| 9. \| Thibaut Pinot \| Frankreich \| Groupama-FDJ \| + 2 min 16 s \| \| 10. \| Einer Rubio \| Kolumbien \| Movistar Team \| + 2 min 26 s \| |                     |                        |                       |                 |
| |                     |                        |                       |                 |
| Quelle: ProCyclingStats |                     |                        |                       |                 |
| Etappenergebnis |                     |                        |                       |                 |
| Fahrer | Fahrer              | Land                   | Team                  | Zeit            |
| 1. | Santiago Buitrago   | Kolumbien              | Bahrain Victorious    | 5 h 28 min 07 s |
| 2. | Derek Gee           | Kanada                 | Israel-Premier Tech   | + 51 s          |
| 3. | Magnus Cort Nielsen | Dänemark               | EF Education-EasyPost | + 1 min 46 s    |
| 4. | Primož Roglič       | Slowenien              | Jumbo-Visma           | + 1 min 46 s    |
| 5. | Geraint Thomas      | Vereinigtes Königreich | Ineos Grenadiers      | + 1 min 49 s    |
| 6. | João Almeida        | Portugal               | UAE Team Emirates     | + 2 min 09 s    |
| 7. | Damiano Caruso      | Italien                | Bahrain Victorious    | + 2 min 09 s    |
| 8. | Thymen Arensman     | Niederlande            | Ineos Grenadiers      | + 2 min 09 s    |
| 9. | Thibaut Pinot       | Frankreich             | Groupama-FDJ          | + 2 min 16 s    |
| 10. | Einer Rubio         | Kolumbien              | Movistar Team         | + 2 min 26 s    |

## Gesamtstände
| \| Gesamtwertung \| Gesamtwertung \| Gesamtwertung \| Gesamtwertung \| Gesamtwertung \| \| Fahrer \| Fahrer \| Land \| Team \| Zeit \| \| ------------- \| ------------------ \| ---------------------- \| ------------------ \| ---------------- \| \| 1. \| Geraint Thomas \| Vereinigtes Königreich \| Ineos Grenadiers \| 81 h 55 min 47 s \| \| 2. \| Primož Roglič \| Slowenien \| Jumbo-Visma \| + 26 s \| \| 3. \| João Almeida \| Portugal \| UAE Team Emirates \| + 59 s \| \| 4. \| Damiano Caruso \| Italien \| Bahrain Victorious \| + 4 min 11 s \| \| 5. \| Eddie Dunbar \| Irland \| Team Jayco AlUla \| + 4 min 53 s \| \| 6. \| Thibaut Pinot \| Frankreich \| Groupama-FDJ \| + 5 min 10 s \| \| 7. \| Thymen Arensman \| Niederlande \| Ineos Grenadiers \| + 5 min 13 s \| \| 8. \| Lennard Kämna \| Deutschland \| Bora-Hansgrohe \| + 5 min 54 s \| \| 9. \| Andreas Leknessund \| Norwegen \| Team DSM \| + 6 min 08 s \| \| 10. \| Laurens De Plus \| Belgien \| Ineos Grenadiers \| + 7 min 30 s \| |                    |                        |                    |                  |
| |                    |                        |                    |                  |
| Quelle: ProCyclingStats |                    |                        |                    |                  |
| Gesamtwertung |                    |                        |                    |                  |
| Fahrer | Fahrer             | Land                   | Team               | Zeit             |
| 1. | Geraint Thomas     | Vereinigtes Königreich | Ineos Grenadiers   | 81 h 55 min 47 s |
| 2. | Primož Roglič      | Slowenien              | Jumbo-Visma        | + 26 s           |
| 3. | João Almeida       | Portugal               | UAE Team Emirates  | + 59 s           |
| 4. | Damiano Caruso     | Italien                | Bahrain Victorious | + 4 min 11 s     |
| 5. | Eddie Dunbar       | Irland                 | Team Jayco AlUla   | + 4 min 53 s     |
| 6. | Thibaut Pinot      | Frankreich             | Groupama-FDJ       | + 5 min 10 s     |
| 7. | Thymen Arensman    | Niederlande            | Ineos Grenadiers   | + 5 min 13 s     |
| 8. | Lennard Kämna      | Deutschland            | Bora-Hansgrohe     | + 5 min 54 s     |
| 9. | Andreas Leknessund | Norwegen               | Team DSM           | + 6 min 08 s     |
| 10. | Laurens De Plus    | Belgien                | Ineos Grenadiers   | + 7 min 30 s     |

| Punktewertung | Punktewertung       | Punktewertung          | Punktewertung         | Punktewertung |
| Fahrer        | Fahrer              | Land                   | Team                  | Punkte        |
| ------------- | ------------------- | ---------------------- | --------------------- | ------------- |
| 1.            | Jonathan Milan      | Italien                | Bahrain Victorious    | 215 P.        |
| 2.            | Derek Gee           | Kanada                 | Israel-Premier Tech   | 160 P.        |
| 3.            | Pascal Ackermann    | Deutschland            | UAE Team Emirates     | 95 P.         |
| 4.            | Michael Matthews    | Australien             | Team Jayco AlUla      | 93 P.         |
| 5.            | Toms Skujiņš        | Lettland               | Trek-Segafredo        | 79 P.         |
| 6.            | Nico Denz           | Deutschland            | Bora-Hansgrohe        | 77 P.         |
| 7.            | Magnus Cort Nielsen | Dänemark               | EF Education-EasyPost | 68 P.         |
| 8.            | Marius Mayrhofer    | Deutschland            | Team DSM              | 53 P.         |
| 9.            | Vincenzo Albanese   | Italien                | Eolo-Kometa           | 51 P.         |
| 10.           | Mark Cavendish      | Vereinigtes Königreich | Astana Qazaqstan Team | 51 P.         |

| Bergwertung | Bergwertung            | Bergwertung | Bergwertung                        | Bergwertung |
| Fahrer      | Fahrer                 | Land        | Team                               | Punkte      |
| ----------- | ---------------------- | ----------- | ---------------------------------- | ----------- |
| 1.          | Thibaut Pinot          | Frankreich  | Groupama-FDJ                       | 228 P.      |
| 2.          | Derek Gee              | Kanada      | Israel-Premier Tech                | 200 P.      |
| 3.          | Ben Healy              | Irland      | EF Education-EasyPost              | 164 P.      |
| 4.          | Davide Bais            | Italien     | Eolo-Kometa                        | 144 P.      |
| 5.          | Einer Rubio            | Kolumbien   | Movistar Team                      | 118 P.      |
| 6.          | Santiago Buitrago      | Kolumbien   | Bahrain Victorious                 | 82 P.       |
| 7.          | Davide Gabburo         | Italien     | Green Project-Bardiani CSF-Faizanè | 69 P.       |
| 8.          | João Almeida           | Portugal    | UAE Team Emirates                  | 61 P.       |
| 9.          | Aurélien Paret-Peintre | Frankreich  | AG2R Citroën Team                  | 56 P.       |
| 10.         | Filippo Zana           | Italien     | Team Jayco AlUla                   | 54 P.       |

| Nachwuchswertung | Nachwuchswertung   | Nachwuchswertung   | Nachwuchswertung         | Nachwuchswertung  |
| Fahrer           | Fahrer             | Land               | Team                     | Zeit              |
| ---------------- | ------------------ | ------------------ | ------------------------ | ----------------- |
| 1.               | João Almeida       | Portugal           | UAE Team Emirates        | 81 h 56 min 46 s  |
| 2.               | Thymen Arensman    | Niederlande        | Ineos Grenadiers         | + 4 min 14 s      |
| 3.               | Andreas Leknessund | Norwegen           | Team DSM                 | + 5 min 09 s      |
| 4.               | Einer Rubio        | Kolumbien          | Movistar Team            | + 6 min 41 s      |
| 5.               | Santiago Buitrago  | Kolumbien          | Bahrain Victorious       | + 9 min 04 s      |
| 6.               | Ilan Van Wilder    | Belgien            | Soudal Quick-Step        | + 9 min 20 s      |
| 7.               | Filippo Zana       | Italien            | Team Jayco AlUla         | + 30 min 07 s     |
| 8.               | Laurens Huys       | Belgien            | Intermarché-Circus-Wanty | + 45 min 54 s     |
| 9.               | Brandon McNulty    | Vereinigte Staaten | UAE Team Emirates        | + 1 h 06 min 03 s |
| 10.              | Michel Heßmann     | Deutschland        | Jumbo-Visma              | + 1 h 16 min 03 s |

| Mannschaftswertung | Mannschaftswertung    | Mannschaftswertung           | Mannschaftswertung |
| Team               | Team                  | Land                         | Zeit               |
| ------------------ | --------------------- | ---------------------------- | ------------------ |
| 1.                 | Bahrain Victorious    | Bahrain                      | 245 h 35 min 12 s  |
| 2.                 | Ineos Grenadiers      | Vereinigtes Königreich       | + 19 min 59 s      |
| 3.                 | Jumbo-Visma           | Niederlande                  | + 33 min 47 s      |
| 4.                 | UAE Team Emirates     | Vereinigte Arabische Emirate | + 55 min 50 s      |
| 5.                 | Bora-Hansgrohe        | Deutschland                  | + 1 h 17 min 46 s  |
| 6.                 | AG2R Citroën Team     | Frankreich                   | + 1 h 18 min 05 s  |
| 7.                 | Astana Qazaqstan Team | Kasachstan                   | + 1 h 26 min 02 s  |
| 8.                 | Team Jayco AlUla      | Australien                   | + 1 h 30 min 34 s  |
| 9.                 | Israel-Premier Tech   | Israel                       | + 1 h 48 min 45 s  |
| 10.                | EF Education-EasyPost | Vereinigte Staaten           | + 2 h 05 min 23 s  |

## Ausgeschiedene Fahrer
- Hugh Carthy (EF Education-EasyPost): wegen Magenprobleme nicht gestartet[4]